# Ismael Daif
Ismael Daif (* 31. Oktober 1981) ist ein ehemaliger marokkanischer Leichtathlet, der sich auf den Sprint spezialisiert hat. Mit der marokkanischen 4-mal-400-Meter-Staffel wurde er 2002 in Radès Afrikameister.

## Sportliche Laufbahn
Erste internationale Erfahrungen sammelte Ismael Daif vermutlich im Jahr 2002, als er bei den Afrikameisterschaften in Radés in 21,27 s den siebten Platz im 200-Meter-Lauf belegte und über 100 Meter mit 10,61 s im Halbfinale ausschied. Zudem siegte er mit der marokkanischen 4-mal-400-Meter-Staffel in 3:09,72 min gemeinsam mit Abdellatif El Ghazaoui, Nabil Jabir und Abdelkarim Khoudri. 2004 schied er bei den Afrikameisterschaften in Brazzaville mit 46,92 s im Halbfinale im 400-Meter-Lauf aus und kam über 200 Meter mit 22,04 s nicht über die Vorrunde hinaus. Zudem belegte er mit der Staffel in 3:08,13 min den sechsten Platz. Anschließend belegte er bei den Panarabischen Spielen in Algier in 46,74 s den fünften Platz über 400 Meter und kam im Finale über 200 Meter nicht ins Ziel. Zudem gewann er im Staffelbewerb in 3:06,90 min die Silbermedaille hinter dem Team aus Saudi-Arabien. Im Jahr darauf schied er bei den erstmals ausgetragenen Islamic Solidarity Games in Mekka mit 10,74 s in der ersten Runde im 100-Meter-Lauf aus und gewann mit der Staffel in 3:09,13 min die Bronzemedaille hinter den Teams aus Saudi-Arabien und dem Sudan. Anschließend schied er bei den Mittelmeerspielen in Almería mit 21,76 s in der Vorrunde über 200 Meter aus und gelangte mit der Staffel mit 3:11,57 min auf den fünften Platz. Zudem belegte er mit der 4-mal-100-Meter-Staffel in 40,54 s den sechsten Platz. Im Dezember gewann er bei den Spielen der Frankophonie in Niamey in 47,13 s die Bronzemedaille über 400 Meter hinter dem Beniner Mathieu Gnanligo und Fernando Augustin aus Mauritius. Zudem siegte er mit der 4-mal-400-Meter-Staffel in 3:06,87 min. 2006 schied er bei den Afrikameisterschaften in Bambous mit 47,35 s im Semifinale über 400 Meter aus und belegt mit der Staffel in 3:13,25 min den siebten Platz. Im Jahr darauf siegte er in 46,30 s über 400 Meter bei den Arabischen Meisterschaften in Amman und gewann mit der Staffel in 3:08,35 min die Silbermedaille hinter dem Team aus Saudi-Arabien. Anschließend belegte er bei den Panarabischen Spielen in Kairo in 40,38 s den fünften Platz mit der 4-mal-100-Meter-Staffel und gelangte mit der 4-mal-400-Meter-Staffel mit 3:07,10 min auf Rang vier. 2009 verpasste er bei den Mittelmeerspielen in Pescara mit 47,11 s den Finaleinzug über 400 Meter und im Oktober gewann er bei den Spielen der Frankophonie in Beirut in 3:07,40 min die Silbermedaille mit der 4-mal-400-Meter-Staffel hinter dem senegalesischen Team. Daraufhin beendete er seine aktive sportliche Karriere im Alter von 28 Jahren.
In den Jahren 2003 und 2008 wurde Daif marokkanischer Meister im 100-Meter-Lauf sowie 2002 und 2003 über 200 Meter.

## Persönliche Bestleistungen
- 100 Meter: 10,50 s (+0,7 m/s), 6. August 2002 in Radès
- 200 Meter: 21,15 s (+0,2 m/s), 30. Juni 2007 in Meknès
- 400 Meter: 46,30 s, 19. Mai 2007 in Amman